# Dasysphinx boettgeri
Dasysphinx boettgeri är en fjärilsart som beskrevs av Rothschild 1911. Dasysphinx boettgeri ingår i släktet Dasysphinx och familjen björnspinnare. Inga underarter finns listade i Catalogue of Life.